# Munitibar-Arbatzegi Gerrikaitz
Munditibar ou Arbatzegi Gerrikaitz en basque ou Munitíbar, Munditíbar ou Arbácegui y Guerricáiz en espagnol est une commune de Biscaye dans la communauté autonome du Pays basque en Espagne.
Le nom officiel de la ville est Munitibar - Arbatzegi Gerrikaitz.

## Géographie
La commune s'est formée en 1883 par la fusion de l'elizate d'Arbatzegi et de la ville de Gerrikaitz. Les deux localités étaient très proches, puisqu'elles étaient seulement séparées par un pont sur la rivière Lea.
L'ensemble urbain formé par Arbatzegi et Gerrikaitz est aussi connu comme Munitibar. Bien que ce nom n'apparaisse pas dans la dénomination traditionnelle de la commune en castillan, quand on a traduit le nom officiel de la commune en basque, a été incluse comme une partie de cette dernière. Les autres quartiers sont Berreño, Gerrika et Totorika.

### Sources
- (es) Cet article est partiellement ou en totalité issu de l’article de Wikipédia en espagnol intitulé « Arbácegui y Guerricaiz » (voir la liste des auteurs).